# Flash Back -B'z Early Special Titles-
『Flash Back -B'z Early Special Titles-』（フラッシュバック・ビーズ・アーリー・スペシャル・タイトルス）は、日本の音楽ユニット・B'zがかつて所属していたBMGジャパン（現在のアリオラジャパン）が1997年4月26日に発売したB'zの非公式ベスト・アルバム。事実上1枚目のベスト・アルバムとなる。

## 概要
4thシングル『BE THERE』でブレイクする以前のB'zの初期の楽曲を収録している。1stアルバム『B'z』からは5曲、2ndアルバム『OFF THE LOCK』からは9曲（表題曲を除いた全ての曲）、ミニ・アルバム『BAD COMMUNICATION』からは3曲全て、3rdアルバム『BREAK THROUGH』からは7曲が収録されている。全曲にリマスタリングが施されている。ほとんどの曲はオリジナルの音源が収録されているが、「STARDUST TRAIN」だけはイントロのキーボードが省略されたものが収録されている。オリコンでは約99万枚とわずかにミリオンには届かなかったが、日本レコード協会の集計ではミリオンセラーとなっている。
後述の権利問題により、肖像権の都合でメンバーの写真が使えないために、骸骨や龍などのCGイラストが歌詞カードなどに使われている。またレーベル面は塗装されておらず、アルバム名などが極小の文字で書かれているのみ。通常盤では2枚組専用のCDケースだが、初回盤のみ1枚専用のケースで2つに分かれていて、それを入れる紙製の三方背スリーブケースが付属している。
なお、発売元がソニー・ミュージックレーベルズに移管されているが、現在も本作は廃盤にはなっていない。
ちなみに、タイトルにある「B'z Early Special Titles」の、大文字の部分だけを取って読むと「BEST」になる。

## 権利問題
本作はB'zメンバー並びに所属事務所へ承諾を得ずにリリースしており（原盤権を参照）、そのためB'zの公式HPのディスコグラフィにも記載されていない。収録された楽曲の原盤権はビーイングとソニー・ミュージックエンタテインメント傘下のアリオラジャパンがそれぞれ保有しているが、代表原盤権はアリオラジャパンにあるため、販売自体は問題がない（音楽出版権はビーイングが保有）。。
なおB'z同様、当時BMGに所属していた栗林誠一郎・近藤房之助・坪倉唯子・B.B.クィーンズ等のビーイング・アーティストの80年代から90年代初期に発売された作品に関しても、Rooms RECORDS（現在のVERMILLION RECORDS）設立に伴い発売元が移行されずに再発売されていない作品が多いが、これに関してもアリオラジャパンが代表原盤権を保有している関係で、現在でもコンピレーション・アルバムやベスト・アルバムへの収録及び音楽配信が難しい。「BAD COMMUNICATION」がベスト・アルバム『B'z The Best "Pleasure"』や『B'z The Best "ULTRA Pleasure"』に原曲で収録されていないのは、そのような事情も含まれている。
B'zメンバーが本作についてコメントを出すことは一切なかったが、B'zが所属するビーイングでは本作に対する抗議として、ZARDのアルバム『ZARD BLEND 〜SUN&STONE〜』の発売日を急遽変更する処置がとられた。結果、初動売り上げで20万枚の差をつけて『ZARD BLEND 〜SUN&STONE〜』がオリコン初登場1位を獲得し、本作は2位となった。そして翌年、本作への対策として「初のオフィシャルベスト」と強調して『B'z The Best "Pleasure"』を発売することとなったが、このベスト盤についてもメンバーはあまり乗り気ではなかった。
本作によって一時期B'z、およびビーイングとBMGの関係が悪化することとなるが、2000年にリリースされたマスト・アルバム『B'z The "Mixture"』で表面上の和解はしている。
BMG時代の音源はiTunes Storeでは単独販売されていなかったが、2021年5月21日、サブスクリプションサービスにて全曲解禁に伴い、『BREAK THROUGH』以前の初期の作品も再配信された。
現在も公式サイトのディスコグラフィーには掲載されず、また各種音楽配信サイトでも配信されていない。

## 収録曲
| 全作詞: 稲葉浩志、全作曲: 松本孝弘。 |                                          |           |            |                    |      |
| #                                    | タイトル                                 | 作詞      | 作曲・編曲 | 編曲               | 時間 |
| 1.                                   | 「It's not a dream」                     | 稲葉浩志  | 松本孝弘   | 明石昌夫           | 3:55 |
| 2.                                   | 「LOVE & CHAIN」                         | 稲葉浩志  | 松本孝弘   | 松本孝弘・明石昌夫 | 4:52 |
| 3.                                   | 「SAFETY LOVE」                          | 稲葉浩志  | 松本孝弘   | 松本孝弘・明石昌夫 | 4:10 |
| 4.                                   | 「となりでねむらせて」                   | 稲葉浩志  | 松本孝弘   | 松本孝弘・明石昌夫 | 4:11 |
| 5.                                   | 「君の中で踊りたい」                     | 稲葉浩志  | 松本孝弘   | 松本孝弘・明石昌夫 | 3:44 |
| 6.                                   | 「LADY-GO-ROUND」                        | 稲葉浩志  | 松本孝弘   | 松本孝弘・明石昌夫 | 4:21 |
| 7.                                   | 「HURRY UP!」                            | 稲葉浩志  | 松本孝弘   | 松本孝弘・明石昌夫 | 3:39 |
| 8.                                   | 「Half Tone Lady」                       | 稲葉浩志  | 松本孝弘   | 明石昌夫           | 3:36 |
| 9.                                   | 「Guitarは泣いている」                   | 稲葉浩志  | 松本孝弘   | 松本孝弘・明石昌夫 | 6:29 |
| 10.                                  | 「OUT OF THE RAIN -OFF THE LOCK STYLE-」 | 稲葉浩志  | 松本孝弘   | 松本孝弘・明石昌夫 | 7:38 |
| 11.                                  | 「GUITAR KIDS RHAPSODY」                 | 稲葉浩志  | 松本孝弘   | 松本孝弘・明石昌夫 | 4:42 |
| 12.                                  | 「だからその手を離して」                 | 稲葉浩志  | 松本孝弘   | 明石昌夫           | 3:48 |
| 合計時間:                            | 合計時間:                                | 合計時間: | 55:05      |                    |      |

| 全作詞: 稲葉浩志（特記を除く）、全作曲: 松本孝弘。 |                                                                     |                        |            |                    |      |
| #                                                  | タイトル                                                            | 作詞                   | 作曲・編曲 | 編曲               | 時間 |
| 1.                                                 | 「OH! GIRL」                                                        | 稲葉浩志（特記を除く） | 松本孝弘   | 松本孝弘・明石昌夫 | 4:10 |
| 2.                                                 | 「夜にふられても」                                                  | 稲葉浩志（特記を除く） | 松本孝弘   | 松本孝弘・明石昌夫 | 3:55 |
| 3.                                                 | 「LOVING ALL NIGHT」                                                | 稲葉浩志（特記を除く） | 松本孝弘   | 松本孝弘・明石昌夫 | 5:20 |
| 4.                                                 | 「Nothing To Change」(作詞:亜蘭知子)                                | 稲葉浩志（特記を除く） | 松本孝弘   | 明石昌夫           | 4:36 |
| 5.                                                 | 「BREAK THROUGH」                                                   | 稲葉浩志（特記を除く） | 松本孝弘   | 松本孝弘・明石昌夫 | 4:24 |
| 6.                                                 | 「NEVER LET YOU GO」                                                | 稲葉浩志（特記を除く） | 松本孝弘   | 松本孝弘・明石昌夫 | 5:41 |
| 7.                                                 | 「君を今抱きたい」                                                  | 稲葉浩志（特記を除く） | 松本孝弘   | 明石昌夫           | 4:12 |
| 8.                                                 | 「STARDUST TRAIN」                                                  | 稲葉浩志（特記を除く） | 松本孝弘   | 松本孝弘・明石昌夫 | 4:40 |
| 9.                                                 | 「SAVE ME!?」                                                       | 稲葉浩志（特記を除く） | 松本孝弘   | 松本孝弘・明石昌夫 | 3:28 |
| 10.                                                | 「BAD COMMUNICATION」                                               | 稲葉浩志（特記を除く） | 松本孝弘   | 松本孝弘・明石昌夫 | 7:22 |
| 11.                                                | 「ROSY」                                                            | 稲葉浩志（特記を除く） | 松本孝弘   | 松本孝弘・明石昌夫 | 4:53 |
| 12.                                                | 「DA・KA・RA・SO・NO・TE・O・HA・NA・SHI・TE -OFF THE LOCK STYLE-」 | 稲葉浩志（特記を除く） | 松本孝弘   | 松本孝弘・明石昌夫 | 7:15 |
| 合計時間:                                          | 合計時間:                                                           | 合計時間:              | 59:56      |                    |      |

## 楽曲解説
曲の解説などはアルバムで解説しているため省略する。

### DISC1
1. It's not a dream
  - 1stアルバムの収録曲。
2. LOVE & CHAIN
  - 3rdシングルのカップリング曲。
3. SAFETY LOVE
  - 2ndシングルのカップリング曲。
4. となりでねむらせて
  - 3rdアルバムの収録曲。
5. 君の中で踊りたい
  - 2ndシングルの表題曲。
6. LADY-GO-ROUND
  - 3rdシングルの表題曲。
7. HURRY UP!
  - 2ndアルバムの収録曲。
8. Half Tone Lady
  - 1stアルバムの収録曲。
9. Guitarは泣いている
  - 3rdアルバムの収録曲。
10. OUT OF THE RAIN -OFF THE LOCK STYLE-
  - 1stミニ・アルバムの収録曲。
11. GUITAR KIDS RHAPSODY
  - 2ndアルバムの収録曲。
12. だからその手を離して
  - 1stシングルの表題曲。

### DISC2
1. OH! GIRL
  - 2ndアルバムの収録曲。
2. 夜にふられても
  - 2ndアルバムの収録曲。
3. LOVING ALL NIGHT
  - 2ndアルバムの収録曲。
4. Nothing To Change
  - 1stアルバムの収録曲。
5. BREAK THROUGH
  - 3rdアルバムの収録曲。
6. NEVER LET YOU GO
  - 2ndアルバムの収録曲。
7. 君を今抱きたい
  - 1stアルバムの収録曲。
8. STARDUST TRAIN
  - 3rdアルバムの収録曲。この曲のみオリジナルバージョンではなく、イントロのキーボードの演奏がカットされているバージョンで収録されている。
9. SAVE ME!?
  - 3rdアルバムの収録曲。
10. BAD COMMUNICATION
  - 1stミニ・アルバムの収録曲。
11. ROSY
  - 2ndアルバム収録曲。
12. DA・KA・RA・SO・NO・TE・O・HA・NA・SHI・TE -OFF THE LOCK STYLE-
  - 1stミニ・アルバムの収録曲。

## 参加ミュージシャン
- 松本孝弘：ギター、コーラス、全曲作曲、編曲 (DISC1 #1,8,10,12、DISC2 #4,7を除く)
- 稲葉浩志：ボーカル、コーラス、作詞（DISC2 #4を除く）
- 亜蘭知子：作詞（DISC2 #4）
- 明石昌夫：マニピュレーター、コーラス、全曲編曲
- 青山純：ドラム（DISC1 #7,9,11、DISC2 #1,8）
- 江口信夫：ドラム（DISC1 #5、DISC2 #6,11）
- 増田隆宣：キーボード（DISC2 #8）
- 寺島良一：コーラス
- Nobumitsu "Kyoso" Asai：コーラス
- Norihiko "Thunder Bird" Tsuruta：コーラス
- IKKIES：コーラス
- 坪倉唯子：コーラス
- 阿部薫：コーラス
- 広本葉子：コーラス
- エイミー：ボイス